# Курьяново (Московская область)
Курья́ново — деревня в Волоколамском районе Московской области России. Относится к Ярополецкому сельскому поселению, до муниципальной реформы 2006 года относилась к Курьяновскому сельскому округу.

## Население
| 1852 | 1859 | 1926 | 2002 | 2006 | 2010 | 2013 |
| ---- | ---- | ---- | ---- | ---- | ---- | ---- |
| 278  | ↗284 | ↗354 | ↗524 | ↗570 | ↗587 | ↗617 |
| 2014 | 2015 | 2016 |      |      |      |      |
| ↘616 | ↘601 | ↗602 |      |      |      |      |

## Расположение
Деревня Курьяново расположена у федеральной автодороги «Балтия» М9, примерно в 14 км к западу от центра города Волоколамска, у истоков реки Фроловки (бассейн Иваньковского водохранилища). В 2,5 км к юго-западу от деревни расположена платформа 141 км Рижского направления Московской железной дороги. Ближайшие населённые пункты — деревни Афанасово, Чухолово и Федцово.
В деревне четыре улицы — 40 лет Победы, Микрорайон, Полевая и Центральная, зарегистрировано два садовых товарищества. Автобусное сообщение с райцентром.

## Исторические сведения
В «Списке населённых мест» 1862 года Курьяново — казённая деревня 1-го стана Волоколамского уезда Московской губернии по Московскому тракту, от границы Зубцовского уезда на город Волоколамск, в 12 верстах от уездного города, при колодце, с 30 дворами, 3 фабриками и 284 жителями (117 мужчин, 167 женщин).
По данным на 1890 год входила в состав Бухоловской волости Волоколамского уезда, число душ мужского пола составляло 114 человек.
В 1913 году — 59 дворов, земское училище, молитвенный дом, казённая винная лавка.
По материалам Всесоюзной переписи населения 1926 года — центр Курьяновского сельсовета Бухоловской волости, проживало 354 жителя (148 мужчин, 206 женщин), насчитывалось 72 хозяйства, имелись школа 1-й ступени и молочное кооперативное общество.
С 1929 года — населённый пункт в составе Волоколамского района Московской области. До 1994 года — центр Курьяновского сельсовета, в 1994—2006 — Курьяновского сельского округа.